# Lamprocryptidea bicolor
Lamprocryptidea bicolor là một loài tò vò trong họ Ichneumonidae.